# روگوزن
روگوزن (به بلغاری: Rogozen) یک منطقهٔ مسکونی در بلغارستان است که در استان وراتسا واقع شده‌است.
 روگوزن  ۱٬۱۱۱ نفر جمعیت دارد و ۱۲۵ متر بالاتر از سطح دریا واقع شده‌است.